# Lønstrup
Lønstrup es un pueblo danés incluido dentro del municipio de Hjørring, en la región de Jutlandia Septentrional.

## Historia
Después de finalizar el último periodo glacial, en la etapa final del Paleolítico superior, el área donde se asienta Lønstrup estaba cubierta por una estepa en la que los únicos humanos presentes eran cazadores de renos.
La paulatina elevación de las temperaturas permitió que para el IV milenio a. C. se extendiesen bosques abiertos de robles y tilos en los que la fauna la formaban alces y uros. Ya en época vikinga, sobre el siglo VIII, grupos humanos limpiaron el terreno de árboles y se asentaron en granjas con una actividad primaria de ganadería y secundaria de agricultura. Su aumento posibilitó la formación de una comunidad que en el siglo XIII construyó la primera iglesia.
Junto a la ganadería y agricultura, sus habitantes desarrollaron una pequeña industria pesquera. También participaron del comercio entre el Reino Unido y el sur de Noruega, actividad que sufrió un descenso considerable durante las Guerras Napoleónicas no pudiendo recuperarse completamente hasta 1860. En 1871 se construyó el ferrocarril que unía Frederikshavn y Nørresundby cuya parada en la vecina Hjørring permitió conectar a la población con el sistema ferroviario danés.
Lønstrup saltó a la fama el 11 de agosto de 1877 debido al desastre natural que causó un fuerte tormenta. Se produjo una inundación que arrasó las viviendas y el pueblo quedó arruinado. Esta desgracia levantó la solidaridad del resto del país. La localidad fue visitada entonces por muchas personas que querían ver la magnitud del desastre lo que hizo que surgiese una incipiente infraestructura hotelera para alojarlos. La belleza del lugar y sus playas se hicieron conocidas en el país y la visitas continuaron convirtiendo al lugar en un destino vacacional.

## Geografía

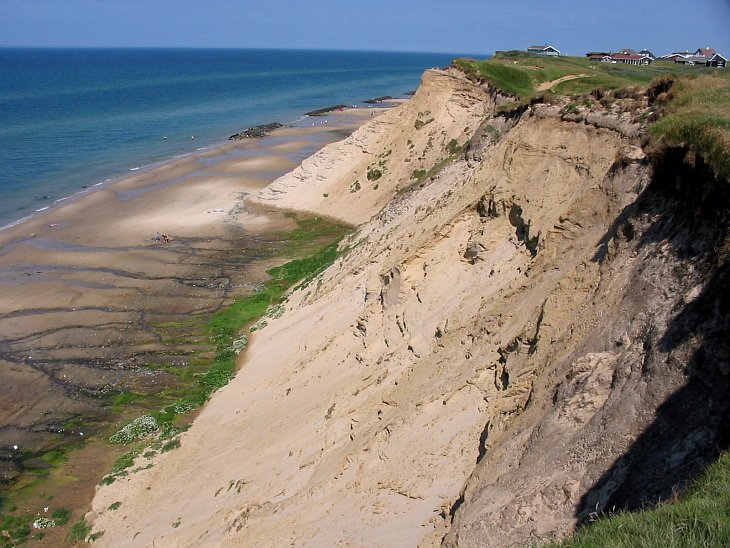
Playa junto a Lønstrup.

Lønstrup se sitúa en la parte norte de la de la isla de Vendsyssel-Thy, en la costa oeste de la misma que es bañada por el mar del Norte. Las localidades vecinas son las siguientes:
| Noroeste: Mar del Norte | Norte: Mar del Norte | Noreste: Vidstrup |
| Oeste: Mar del Norte    |                      | Este: Hjørring    |
| Suroeste: Mar del Norte | Sur: Løkken          | Sureste: Hundelev |

Su territorio tiene la particularidad de que el mar avanza paulatinamente hacia el interior y hace desaparecer parte de la tierra firme. Esto se evita a la altura del casco urbano con la instalación de barreras protectoras de piedras dentro del mar.
La acción erosionadora del mar afecta directamente a dos edificios históricos junto a la localidad. Uno de ellos es la iglesia de Mårup, construida en siglo XIII y situada entonces a varios km de la costa. Hoy se encuentra a solo 10 m del mar y se espera que sea absorbida por él a finales de la década de 2020. De hecho, ocasionalmente se encuentran esqueletos en la playa cercana provenientes de antiguas tumbas situadas junto a la iglesia. El otro edificio es el faro de  Rubjerg Knude construido en 1899, hoy parcialmente cubierto por la arena y que también se espera que sea rodeado por el agua a inicios de la década de 2030.
El resto de su territorio es plano y no se dan diferencias significativas de altitud. Lo forman mayoritariamente campos de cultivo y es escasa la presencia de masas boscosas.

## Comunicaciones

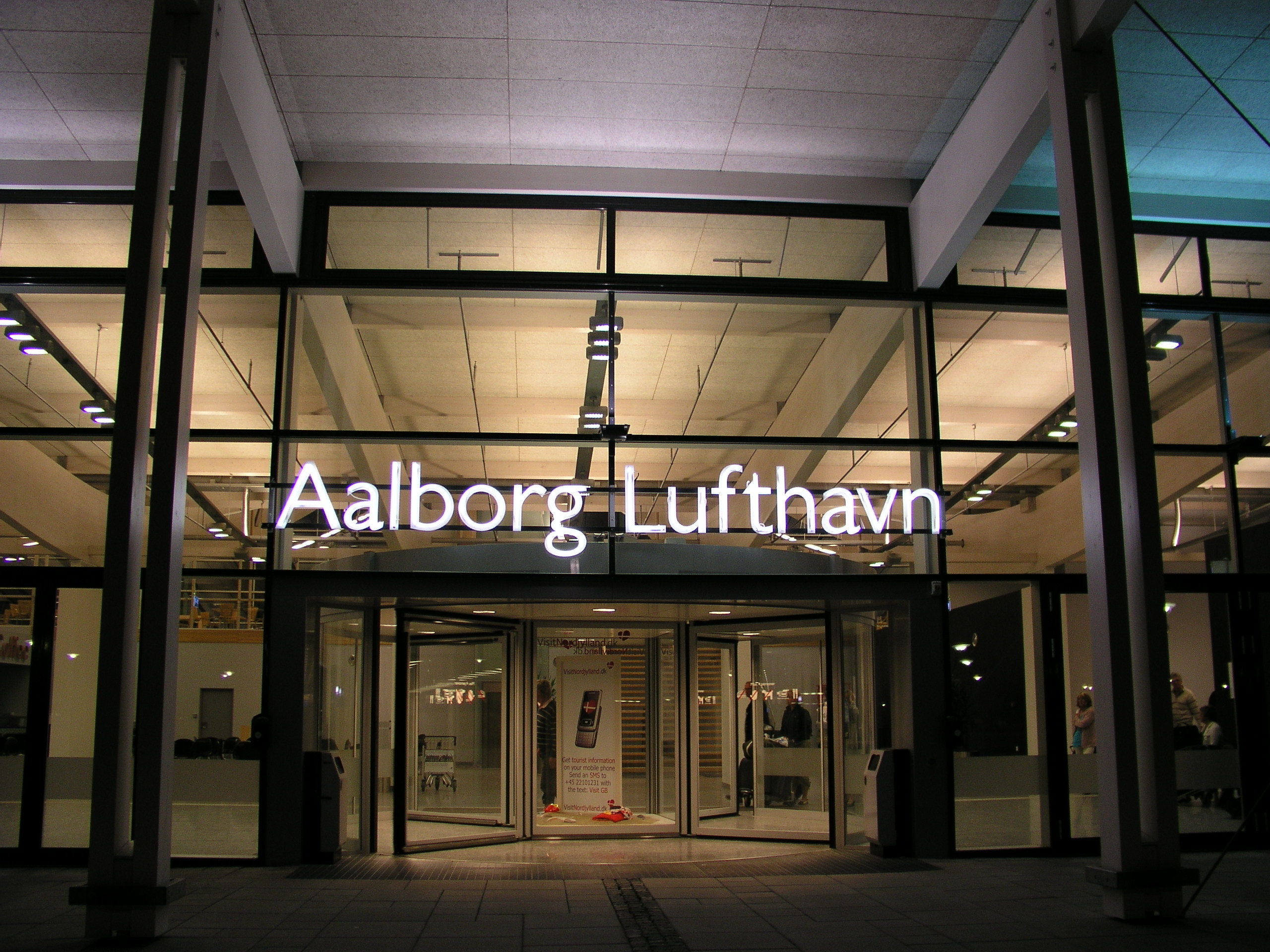
El aeropuerto de Aalborg es el más cercano a la localidad.

Por Lønstrup no pasa ninguna autopista ni carretera nacional. A la localidad se puede acceder por tres carreteras locales: Rubjergvej; Lønstrupvej y Møllebakkevej que la conectan con la carretera 55 que discurre entre Hirtshals y Aalborg.
Desde su oficina de turismo parte la línea n.º 80 de autobús que permite viajar a Hjørring, la cabeza municipal situada a 14 km.
No cuenta con conexión ferroviaria. La estación de tren más cercana se encuentra en la citada Hjørring. En ella se accede a las líneas que conectan Aalborg con Hirtshals y Skagen.
El aeropuerto de pasajeros más cercano es el aeropuerto de Aalborg situado a 48 km.

## Demografía
| Población de Lønstrup entre 2010 y 2017 |
|                                         |
| Fuente: Statistics Denmark.             |

A 1 de enero de 2017 vivían en la localidad 521 personas. Lønstrup está integrado dentro del municipio de Hjørring y supone el 0,9% del total de su población. La densidad de población en este municipio era de 70 hab/km² muy inferior a la del total de Dinamarca que se sitúa en 133 hab/km².
El número de habitantes viene experimentando un ligero descenso durante la década de 2010 ya que en 2017 había perdido un 6 % de los que había en 2010.
Al inicio de 2017 vivían en la localidad 521 personas de las que 239 eran hombres y 282 mujeres. Para el total del municipio de Hjørring el 8 % eran emigrantes o descendientes de los mismos en primera generación. Esto suponía un nivel inferior al total del país donde el porcentaje se situaba en el 13 %.
En cuanto al nivel educativo, el 27 % de la población municipal entre 25 y 64 años tenía formación primaria y secundaria; el 46 % formación profesional y el 27 % formación superior.

## Economía

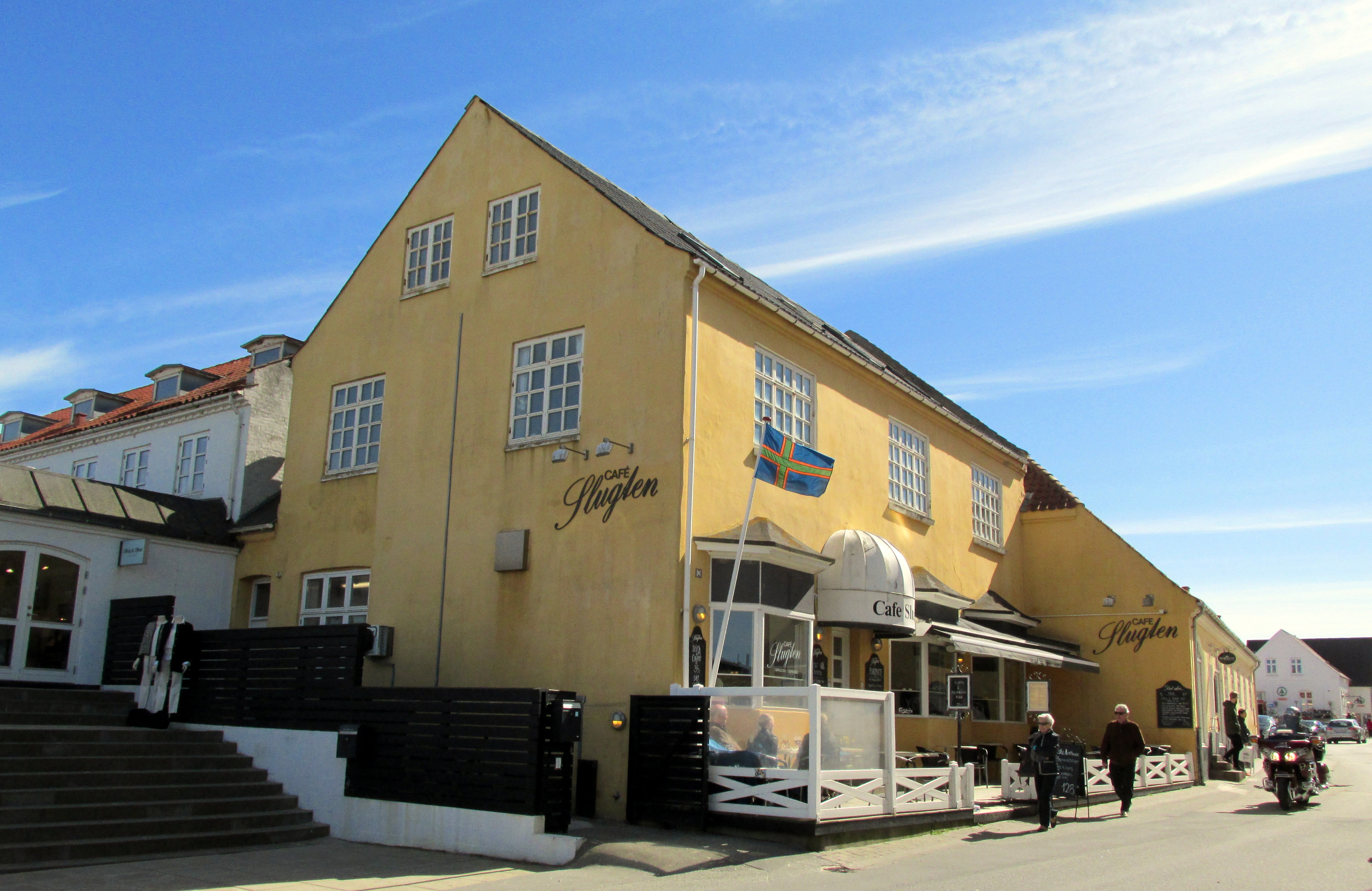
Café en Lønstrup. El turismo es una importante fuente de ingresos en la población.

Los ingresos medios por familia dentro del municipio se situaban a finales de 2015 en 227 898 Kr (30 539 Eur) anuales. Estos estaban en línea con los ingresos medios a nivel regional (224 324 Kr) y eran un 6 % inferiores al nivel nacional (241 339 Kr).
El nivel de desempleo se situaba en el 4,4 % para final de 2016. Similar al total regional (4,6 %) y nacional (4,2 %). El sector servicios absorbía la mayor parte del empleo superando el 70 % de los puestos de trabajo.
Una actividad económica importante en la localidad es el turismo gracias a sus playas. Esto permite la existencia de restaurantes, bares y un buen número de alojamientos. También se encuentran instalados artesanos del cristal, la cerámica y la joyería. Relacionadas con este aspecto, son las varias galerías de arte que existen en la población.

## Turismo

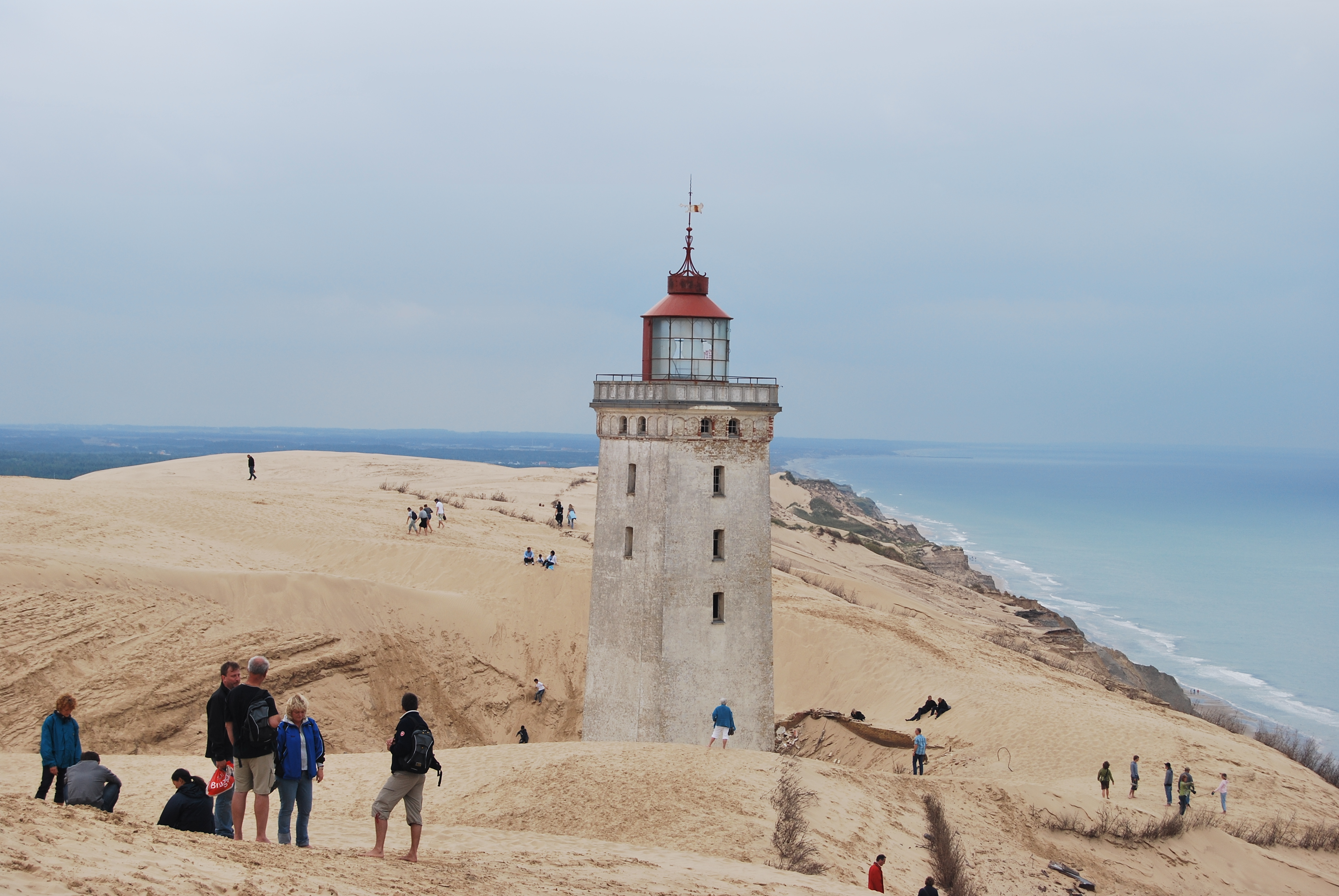
El faro de Rubjerg Knude es una de las principales atracciones turísticas de Lønstrup.

Lønstrup cuenta con varias atracciones turísticas y una infraestructura para atender a quienes la visitan. Destacan sus playas y entornos naturales además de sus singulares edificios mencionados anteriormente: el faro  Rubjerg Knude y la iglesia de Maarup. En sus cercanías se encuentran un campo de golf y un parque de atracciones acuáticas. La localidad es también punto de paso del Hærvejen, una ruta de senderismo y peregrinación que conecta Hirtshals al norte con Padborg situado al sur, en la frontera con Alemania.